# Mediaevalia historica Bohemica
Mediaevalia historica Bohemica – czeskie czasopismo naukowe poświęcone głównie dziejom Czech w średniowieczu. Wydawane od 1991, stanowi kontynuację „Folia Historica Bohemica”.